# Liste der Baudenkmäler in Heroldsberg
Auf dieser Seite sind die Baudenkmäler in dem mittelfränkischen Markt Heroldsberg zusammengestellt. Diese Tabelle ist eine Teilliste der Liste der Baudenkmäler in Bayern. Grundlage ist die Bayerische Denkmalliste, die auf Basis des Bayerischen Denkmalschutzgesetzes vom 1. Oktober 1973 erstmals erstellt wurde und seither durch das Bayerische Landesamt für Denkmalpflege geführt wird. Die folgenden Angaben ersetzen nicht die rechtsverbindliche Auskunft der Denkmalschutzbehörde.

## Ensembles

### Ortskern Heroldsberg

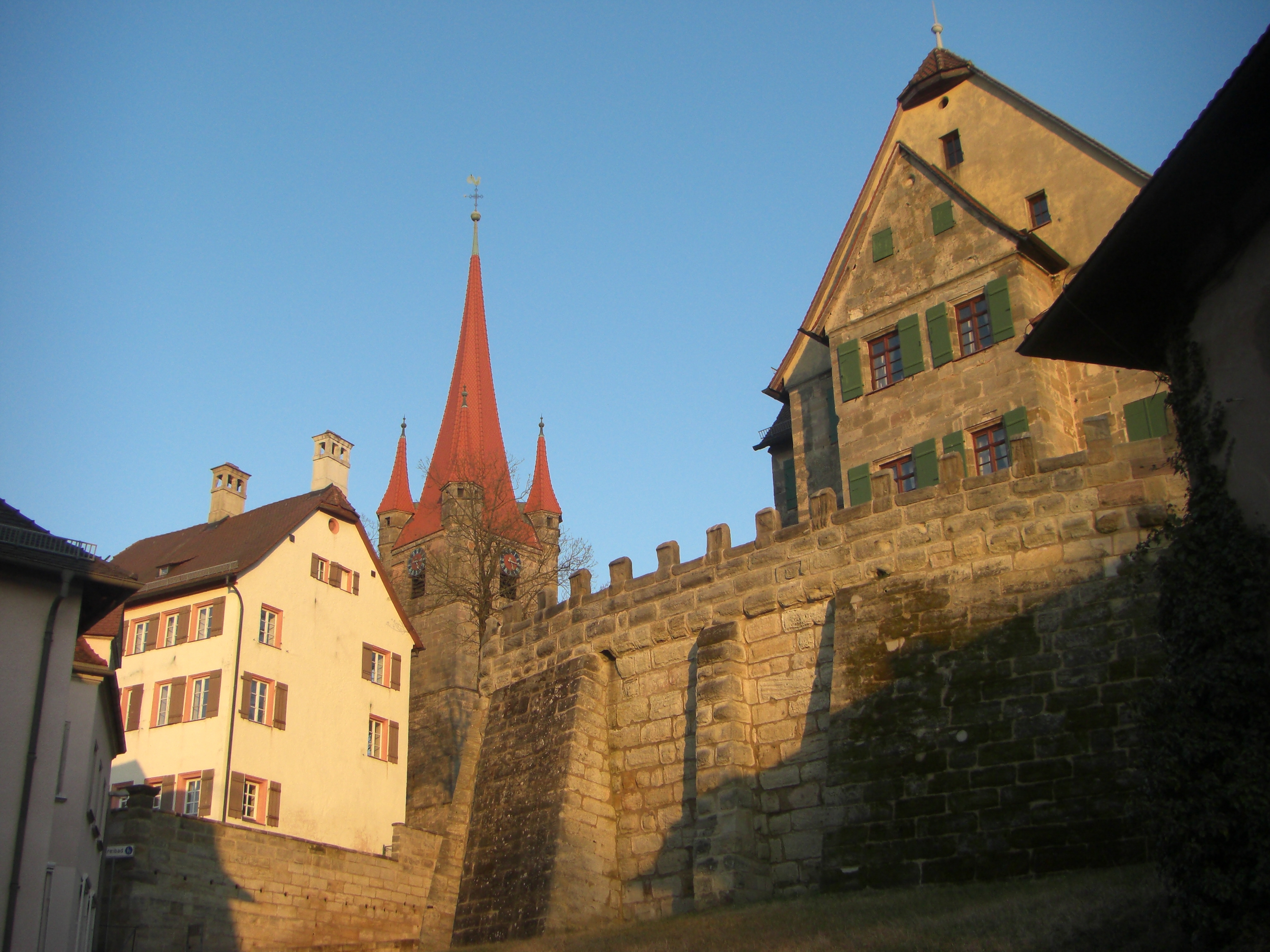
Weißes und Grünes Schloss in Heroldsberg

Das Ensemble Ortskern Heroldsberg (Aktennummer: E-5-72-131-1) umfasst den historischen Siedlungskern des Marktes mit den um die Pfarrkirche St. Matthäus gruppierten vier Schlössern samt Schlossgarten und Weiher sowie den östlich hiervon verlaufenden, landwirtschaftlich geprägten Oberen Markt. Heroldsberg wurde 1391 von der Nürnberger Patrizierfamilie Geuder als Reichslehen erworben. Die Geuder konnten dort eine kleine Territorialherrschaft aufbauen. In mehrere Linien gespalten, besetzte das Geschlecht mit den noch erhaltenen vier Schlössern, dem Grünen Schloss, dem Weißen Schloss, dem Gelben Schloss und dem Roten Schloss, den Nordwestrand des oberen Dorfes an der Hangkante über der Gründlachniederung. Das obere Dorf selber, entlang der Straße, hat mit seinen Bauernhöfen – die Wohngebäude zumeist mit dem Giebel zur Straße, die Scheunen traufständig als rückwärtiger Hofabschluss – seinen Charakter weitgehend bewahrt. Die enge topographische Verbundenheit von patrizischen und adligen Sitzen mit dem zugehörigen Dorf ist im Umkreis Nürnbergs nur noch selten in derartiger Deutlichkeit nachvollziehbar.

## Baudenkmäler nach Ortsteilen

### Heroldsberg
| Lage                                                                          | Objekt                                                      | Beschreibung | Akten-Nr.              | Bild           |
| ----------------------------------------------------------------------------- | ----------------------------------------------------------- | --- | ---------------------- | -------------- |
| Am Bahnhof 6, bei Streckenkilometer 9,28 (Standort)                           | Stationsgebäude                                             | Zur Gleisseite hin offene Bahnhofshalle mit zwei flankierenden Satteldachpavillons, um 1907/08 | D-5-72-131-55 Wikidata | weitere Bilder |
| Am Felsenkeller (Standort)                                                    | Felsenkeller                                                | Kellergewölbe zur Lagerung von Bier, im Zweiten Weltkrieg auch als Luftschutzkeller genutzt, erste Hälfte 19. Jahrhundert | D-5-72-131-4 Wikidata  | weitere Bilder |
| Am Felsenkeller 1 (Standort)                                                  | Ehemaliges Ökonomiegebäude, jetzt Wohnhaus                  | Zweigeschossiger Satteldachbau mit Schopfwalm und Fachwerkgiebel (verkleidet), im Kern 17./18. Jahrhundert, Umbau zum Wohnhaus bezeichnet „1908“ | D-5-72-131-1 Wikidata  | weitere Bilder |
| Am Felsenkeller 3 (Standort)                                                  | Wohnhaus                                                    | Zweigeschossiger verputzter Satteldachbau, 1823 | D-5-72-131-3 Wikidata  | BW             |
| Am Felsenkeller (Standort)                                                    | Fischkalter                                                 | Sandsteinquaderbau mit Walmdach, 1749 | D-5-72-131-3           | weitere Bilder |
| Hans-Sachs-Straße 2 (Standort)                                                | Sogenanntes Gelbes Schloss                                  | Herrensitz, zweigeschossiger verputzter Massivbau mit Mansarddach und traufseitigen Risaliten mit übergiebelten Zwerchhäusern, für Hieronymus Geuder errichtet zwischen 1580 und 1611, verändert im 17. und 18. Jahrhundert, mit Ausstattung | D-5-72-131-16 Wikidata | weitere Bilder |
| Hauptstraße 10 (Standort)                                                     | Gasthaus Rotes Roß                                          | Zweigeschossiger giebelständiger Satteldachbau mit zum Teil verputztem Fachwerkobergeschoss und polygonalem Erker an der Giebelseite, 1692 | D-5-72-131-5 Wikidata  | weitere Bilder |
| Hauptstraße 10 (Standort)                                                     | Nebengebäude                                                | eingeschossiger Sandsteinquaderbau mit Satteldach, zweite Hälfte 19. Jahrhundert | D-5-72-131-5 Wikidata  | BW             |
| Hauptstraße 19 (Standort)                                                     | Ehemaliges Wohnstallhaus, jetzt Landgasthof Schwarzer Adler | Eingeschossiger Satteldachbau, massiv und Fachwerk, 18./19. Jahrhundert | D-5-72-131-6 Wikidata  | weitere Bilder |
| Hauptstraße 19 (Standort)                                                     | Kleintierstall                                              | langgestreckter, eingeschossiger Sandsteinquaderbau mit steilem Satteldach, bezeichnet „1829“ | D-5-72-131-6           | BW             |
| Hauptstraße 19 (Standort)                                                     | Scheune                                                     | stattlicher Fachwerkbau mit Trockenluken, erste Hälfte 19. Jahrhundert | D-5-72-131-6           | BW             |
| Hauptstraße 22 a (Standort)                                                   | Wohnhaus                                                    | Zweigeschossiger Satteldachbau mit verkleidetem Fachwerkobergeschoss, 18. Jahrhundert | D-5-72-131-7 Wikidata  | BW             |
| Hauptstraße 26, 26 a (Standort)                                               | Kleinhaus                                                   | Eingeschossiger giebelständiger Satteldachbau über hohem Sockel mit Fachwerk und Zwerchhaus, 18./19. Jahrhundert | D-5-72-131-8 Wikidata  | weitere Bilder |
| Hauptstraße 26 (Standort)                                                     | Backhaus                                                    | kleiner Sandsteinquaderbau mit Satteldach, 19. Jahrhundert | D-5-72-131-8           | BW             |
| Hauptstraße 27 (Standort)                                                     | Ehemaliges Gasthaus zum Hirschen                            | Zweigeschossiger giebelständiger Sandsteinquaderbau mit Satteldach, spätes 19. Jahrhundert, im Kern Fachwerkbau, 1689 (dendrochronologisch datiert) | D-5-72-131-9 Wikidata  | weitere Bilder |
| Hauptstraße 39 (Standort)                                                     | Gasthaus                                                    | Zweigeschossiger traufständiger Satteldachbau mit verkleidetem Fachwerk, nach 1688 | D-5-72-131-10 Wikidata | weitere Bilder |
| Hauptstraße 41 (Standort)                                                     | Bauernhaus                                                  | Eingeschossiger Sandsteinquaderbau mit Satteldach, um 1800, bezeichnet „1845“ | D-5-72-131-11 Wikidata | weitere Bilder |
| Hauptstraße 41 (Standort)                                                     | Nebengebäude                                                | eingeschossiger Sandsteinquaderbau mit steilem Satteldach, zweite Hälfte 19. Jahrhundert | D-5-72-131-11 Wikidata | BW             |
| Hauptstraße 42 (Standort)                                                     | Gasthof/Hotel Gelber Löwe                                   | Zweigeschossiger Sandsteinquaderbau mit Walmdach, bezeichnet „1811“ | D-5-72-131-12 Wikidata | weitere Bilder |
| Hauptstraße 45 (Standort)                                                     | Ehemaliger Gasthof                                          | Zweigeschossiger traufständiger Satteldachbau mit teilweise verputztem Fachwerkobergeschoss, 1688 (1691 dendrochronologisch datiert) | D-5-72-131-13 Wikidata | weitere Bilder |
| Hauptstraße 45 (Standort)                                                     | Scheune                                                     | Fachwerkbau mit Satteldach, 1710 (dendrochronologisch datiert) | D-5-72-131-13 Wikidata | BW             |
| Hauptstraße 49 (Standort)                                                     | Kleinhaus                                                   | Eingeschossiger giebelständiger Sandsteinquaderbau mit Satteldach, bezeichnet „1749“ | D-5-72-131-14 Wikidata | weitere Bilder |
| Hauptstraße 60 (Standort)                                                     | Villa                                                       | Zweigeschossiger Halbwalmdachbau mit Risalit und polygonalem Eckerker mit Haubendach, Zierfachwerk im Obergeschoss, im Neu-Nürnberger Stil, um 1895 | D-5-72-131-15 Wikidata | weitere Bilder |
| Hauptstraße 62 (Standort)                                                     | Scheune                                                     | Fachwerkbau auf Sandsteinquadersockel mit Satteldach, 18. Jahrhundert | D-5-72-131-57 Wikidata | weitere Bilder |
| Kalchreuther Weg 16 a (Standort)                                              | Friedhof                                                    | Angelegt 1903, Grabmäler, historische Grabsteine, 1903 ff. | D-5-72-131-58 Wikidata | weitere Bilder |
| Kalchreuther Weg 16 a (Standort)                                              | Aussegnungshalle                                            | Sandsteinquaderbau mit dreibogiger Arkadenvorhalle und Pyramidendach mit Dachreiter mit Spitzhelm, 1903, seitlicher Anbau 1904 | D-5-72-131-58 Wikidata | weitere Bilder |
| Kalchreuther Weg 16 a (Standort)                                              | Friedhofsmauer                                              | Sandsteinquadermauerwerk, gleichzeitig | D-5-72-131-58 Wikidata | BW             |
| Kirchenweg 2 (Standort)                                                       | Pfarrhaus                                                   | Zweigeschossiger Satteldachbau mit Sandsteinquadererdgeschoss und Fachwerkobergeschoss, um 1560 | D-5-72-131-20 Wikidata | weitere Bilder |
| Kirchenweg 2 (Standort)                                                       | Einfriedung                                                 | Sandsteinquadermauer und Torpfeiler mit Kugelbekrönung | D-5-72-131-20 Wikidata | weitere Bilder |
| Kirchenweg 2 a (Standort)                                                     | Evangelisch-lutherische Pfarrkirche St. Matthäus            | Langhaus mit eingezogenem dreiseitigem Chor mit Strebepfeilern, Turm wohl 12./13. Jahrhundert, mit Scharwachttürmchen des 15. Jahrhunderts, Langhaus 15. Jahrhundert, mit Veränderungen 1821, Chor 1440, mit Ausstattung | D-5-72-131-18 Wikidata | weitere Bilder |
| Nähe Kirchenweg (Standort)                                                    | Kirchhofmauer                                               | 13. Jahrhundert | D-5-72-131-18          | BW             |
| Kirchenweg 3 (Standort)                                                       | Wohnhaus                                                    | Zweigeschossiger Satteldachbau mit Seitenrisalit, zweite Hälfte 19. Jahrhundert | D-5-72-131-21 Wikidata | BW             |
| Kirchenweg 4 (Standort)                                                       | Sogenanntes Weißes Schloss, 1928–2005 Rathaus               | Dreigeschossiger Massivbau mit Schopfwalmen und seitlichem Treppenturm mit Zeltdach, nach Brand 1587 wieder aufgebaut, Umbau und Treppenturm 1702 | D-5-72-131-22 Wikidata | weitere Bilder |
| Kirchenweg 4 (Standort)                                                       | Einfriedung und Portal                                      | Pfeiler mit Kugelvasenaufsätzen, barock, 18. Jahrhundert | D-5-72-131-22          | weitere Bilder |
| Kirchenweg 5 (Standort)                                                       | Sogenanntes Grünes Schloss                                  | Dreigeschossiger Sandsteinquaderbau mit Satteldach und Schopfwalm, trauf- und giebelseitig je ein Risalit mit Satteldach und zum Teil Schopfwalm, errichtet um 1470, nach Zerstörung 1552 wiederaufgebaut um 1560 | D-5-72-131-23 Wikidata | weitere Bilder |
| Kirchenweg 5 (Standort)                                                       | Schlossmauer                                                | Einfriedung aus Sandsteinquadermauerwerk, 17./18. Jahrhundert | D-5-72-131-23          | weitere Bilder |
| Kirchenweg 5 (Standort)                                                       | Hopfenscheune                                               | eingeschossiger Fachwerkbau mit Satteldach, Hopfengauben, Fachwerkzwerchhaus mit Satteldach und östlichem Fachwerkgiebel, westlich angebaut eingeschossiger Sandsteinquaderbau mit Walmdach, 17./18. Jahrhundert | D-5-72-131-23          | BW             |
| Kirchenweg 5 (Standort)                                                       | Ehemaliger Stall                                            | eingeschossiger Satteldachbau, westliche Traufseite Sandsteinquader, östliche Traufseite Fachwerk, 17./18. Jahrhundert | D-5-72-131-23          | BW             |
| Nähe Kirchenweg (Standort)                                                    | Garten                                                      | 17./18. Jahrhundert, innerhalb der Schlossmauern | D-5-72-131-23          | BW             |
| Kirchenweg 9 (Standort)                                                       | Gasthaus Weißes Lamm                                        | Zweigeschossiger Sandsteinquaderbau mit Satteldach, im Kern Fachwerkbau, 1561 (dendrochronologisch datiert), Äußeres um 1860, östlich angebaut Tanzsaal, zweigeschossiger Flachsatteldachbau mit Sandsteinerdgeschoss, bezeichnet „1903“, zugehörig Kelleranlagen                                                                               | D-5-72-131-25 Wikidata | weitere Bilder |
| Kohlengasse 1 (Standort)                                                      | Kleinhaus                                                   | Eingeschossiger Fachwerkbau mit Satteldach, 18. Jahrhundert | D-5-72-131-27 Wikidata | weitere Bilder |
| Lange Gasse 6 (Standort)                                                      | Wohnhaus                                                    | Zweigeschossiger giebelständiger Sandsteinquaderbau mit Satteldach, 1875 | D-5-72-131-30 Wikidata | weitere Bilder |
| Nürnberger Straße 3b (Standort)                                               | Sommerhaus                                                  | Eingeschossiger, verputzter Massivbau mit Satteldach, Satteldachgaube und hölzerner Veranda, 1921/22 | D-5-72-131-69          | BW             |
| Oberer Markt 1 (Standort)                                                     | Wohnhaus                                                    | Zweigeschossiger traufständiger Sandsteinquaderbau mit profiliertem Geschossgesims, zweite Hälfte 19. Jahrhundert | D-5-72-131-32 Wikidata | weitere Bilder |
| Oberer Markt 3 (Standort)                                                     | Hofanlage: Wohnstallhaus                                    | zweigeschossiger, giebelständiger Sandsteinquaderbau mit Fachwerk, bezeichnet „1766“ | D-5-72-131-33 Wikidata | weitere Bilder |
| Oberer Markt 3 (Standort)                                                     | Hofanlage: Scheune                                          | Sandstein- und Fachwerkbau mit Satteldach, bezeichnet „1725“ | D-5-72-131-33          | BW             |
| Oberer Markt 3 (Standort)                                                     | Hofanlage: Nebengebäude                                     | Zweigeschossiger Satteldachbau, 18. Jahrhundert | D-5-72-131-33          | BW             |
| Oberer Markt 3 (Standort)                                                     | Hofanlage: Ziehbrunnen                                      | runde Sandsteineinfassung mit Sandsteinsäulen und Satteldach, Mitte 18. Jahrhundert | D-5-72-131-33          | weitere Bilder |
| Oberer Markt 5 (Standort)                                                     | Ziehbrunnen                                                 | Runde Sandsteineinfassung mit Sandsteinpfeilern und Satteldächlein, 16./17. Jahrhundert | D-5-72-131-34 Wikidata | weitere Bilder |
| Oberer Markt, vor Nr. 11 (Standort)                                           | Ziehbrunnen                                                 | Sandsteinpfeiler mit Satteldächlein, bezeichnet „1572“ | D-5-72-131-35 Wikidata | weitere Bilder |
| Oberer Markt 16 (Standort)                                                    | Kleinbauernhaus                                             | Erdgeschossiger traufständiger Satteldachbau mit Hopfengauben, teils Fachwerkbauweise, 17./18. Jahrhundert | D-5-72-131-36 Wikidata | weitere Bilder |
| Oberer Markt 16 (Standort)                                                    | Scheune                                                     | Sandsteinquaderbau mit Satteldach, bezeichnet „1834“ | D-5-72-131-36 Wikidata | BW             |
| Oberer Markt 19 (Standort)                                                    | Ehemaliges Wohnstallhaus, jetzt Gasthaus Goldener Anker     | Eingeschossiger Giebelbau mit Satteldach und Zwerchhaus, bezeichnet „1805“ | D-5-72-131-37 Wikidata | weitere Bilder |
| Oberer Markt 19 (Standort)                                                    | Scheune                                                     | Massivbau mit Fachwerk, erstes Viertel 19. Jahrhundert | D-5-72-131-37 Wikidata | weitere Bilder |
| Oberer Markt 19 (Standort)                                                    | Backofen                                                    | Sandsteinquaderbau mit Satteldach, bezeichnet „1822“ | D-5-72-131-37 Wikidata | weitere Bilder |
| Oberer Markt 22 (Standort)                                                    | Bauernanwesen, sogenanntes Apfelgut: Wohnhaus               | zweigeschossiger giebelständiger Satteldachbau, Fachwerk, teilweise massiv, um 1650 | D-5-72-131-38 Wikidata | weitere Bilder |
| Oberer Markt 22 (Standort)                                                    | Bauernanwesen, sogenanntes Apfelgut: Scheune                | Fachwerkbau mit Satteldach, 17./18. Jahrhundert | D-5-72-131-38          | BW             |
| Oberer Markt 30 (Standort)                                                    | Bauernhaus                                                  | Eingeschossiger Satteldachbau mit Fachwerkgiebel, teilweise massiv, 18. Jahrhundert | D-5-72-131-39 Wikidata | weitere Bilder |
| Oberer Markt 45 (Standort)                                                    | Ehemaliges Forsthaus                                        | Dreigeschossiger, massiver Schopfwalmdachbau mit Zierfachwerkgiebeln und Fachwerkzwerchhaus mit Halbwalmdach, 1865 | D-5-72-131-40 Wikidata | weitere Bilder |
| Oberer Markt 45 (Standort)                                                    | Nebengebäude                                                | Satteldachbau aus Sandsteinquadern mit Schildgiebeln, zweite Hälfte 19. Jahrhundert | D-5-72-131-40 Wikidata | BW             |
| Oberer Markt 45 (Standort)                                                    | Hofeinfahrt                                                 | zwei Sandsteinquaderpfosten, klassizistisch, 19. Jahrhundert | D-5-72-131-40 Wikidata | weitere Bilder |
| Schloßhof 4 (Standort)                                                        | Ehemaliger Herrensitz, sogenanntes Rotes Schloss            | dreigeschossiger hoher Sandsteinquaderbau mit Walmdach und Zwerchhäusern mit Satteldächern und Ziergiebeln, im Norden kräftiger Seitenrisalit mit Satteldach, nach Brand 1552 neu errichtet 1589, mit Ausstattung und Geuder’schem Familienarchiv                                                                                               | D-5-72-131-31 Wikidata | weitere Bilder |
| Schloßhof 6 (Standort)                                                        | Umfassungsmauer                                             | Sandsteinquadermauer mit halbrunden Abschlüssen, an der Südseite rechteckiges Sandsteinquadertor mit Schweifgiebel und Wappenrelief, an der Ostseite Hoftor, stichbogiger Sandsteinquaderbau mit Kugelaufsätzen und Wappenkartusche, seitlich rechteckige Fußgängerpforte, Mauer um 1725, Hoftor bezeichnet „1755“, Kartusche bezeichnet „1711“ | D-5-72-131-31          | BW             |
| Schloßhof 1 (Standort)                                                        | Backhaus                                                    | kleiner Sandsteinquaderbau mit Satteldach, 18. Jahrhundert, an der Ostseite des Vorhofs | D-5-72-131-31          | BW             |
| Schloßhof 1 (Standort)                                                        | Wohnhaus                                                    | zweigeschossiger Walmdachbau mit Sandsteinerd- und verputztem Fachwerkobergeschoss, 1. Hälfte 18. Jahrhundert, im Südosteck des Vorhofs | D-5-72-131-31          | BW             |
| Schloßhof 5a (Standort)                                                       | Speichergebäude                                             | kleiner Sandsteinquaderbau mit Satteldach, Traufseite und Giebel in Fachwerk, 2. Hälfte 18. Jahrhundert, im Nordosteck des Vorhofs | D-5-72-131-31          | BW             |
| Schloßhof 2 (Standort)                                                        | Wirtschafts- und Wohngebäude                                | langgestreckter, zweigeschossiger und verputzter Sandsteinquaderbau mit im Westen abgewalmten Satteldach und Schleppgauben, Anfang 18. Jahrhundert, an der Nordseite des Vorhofs | D-5-72-131-31          | BW             |
| Schloßhof 5 (Standort)                                                        | Wirtschaftsgebäude                                          | Sandsteinquaderbau mit Walmdach, 18. Jahrhundert, Veränderung bezeichnet „1846“, nördlich des Herrensitzes an der Stützmauer | D-5-72-131-31          | BW             |
| Schloßhof 3 (Standort)                                                        | Wohnhaus                                                    | zweigeschossiger Walmdachbau mit Sandsteinquadererd- und Fachwerkobergeschoss sowie Schleppgauben, 1. Hälfte 18. Jahrhundert, im Südwesteck des Vorhofs | D-5-72-131-31          | BW             |
| Schloßhof 1a (Standort)                                                       | Scheune                                                     | Sandsteinquaderbau mit steilem Walmdach und stichbogigen Toren, bezeichnet „1539“ und „1841“, an der Südseite des Vorhofs | D-5-72-131-31          | BW             |
| Schloßhof 1 (Standort)                                                        | Wohnhaus                                                    | zweigeschossiger Walmdachbau mit Sandsteinquadererd- und verputztem Fachwerkobergeschoss sowie Schleppgauben, 1. Hälfte 18. Jahrhundert, an der Südseite des Vorhofs | D-5-72-131-31          | BW             |
| Am Felsenkeller 2 (Standort)                                                  | Park                                                        | barocke Gartenanlage mit Zwinger-, Obst- und Bingarten, Stützmauern und Terrassen, im Westen Fischweiher mit Umfassungsmauer in der Form eines Hippodroms, angelegt um 1725 | D-5-72-131-31          | BW             |
| Zum Bären 2 (Standort)                                                        | Gasthaus, ehemalige Brauereiwirtschaft                      | Zweigeschossiger giebelständiger Sandsteinquaderbau mit Schopfwalm, Zwerchhaus und Fachwerkgiebel, bezeichnet „1747“, Zwerchhaus 19. Jahrhundert, Erneuerungen im Inneren 20. Jahrhundert | D-5-72-131-41 Wikidata | weitere Bilder |
| Zum Blech 1 a (Standort)                                                      | Scheune, ehemals zum Gelben Schloss gehörig                 | traufseitiger Fachwerkbau mit Halbwalmdach, auf hohem Fundament aus Sandsteinquadermauerwerk, um 1700 | D-5-72-131-68          | BW             |
| Nähe Hauptstraße, am Ortsausgang Richtung Nürnberg beim Sportplatz (Standort) | Zwei Steinkreuze                                            | An die Ermordung zweier Nürnberger Reiter erinnernde Sühnekreuze, Sandstein, beide bezeichnet „1587“ | D-5-72-131-43 Wikidata | weitere Bilder |

### Großgeschaidt
| Lage                        | Objekt                  | Beschreibung | Akten-Nr.              | Bild                    |
| --------------------------- | ----------------------- | --- | ---------------------- | ----------------------- |
| Großgeschaidt 8 (Standort)  | Wohnhaus                | Zweigeschossiger traufständiger Sandsteinquaderbau mit Satteldach, Mitte 19. Jahrhundert mit Nebengebäude, eingeschossiger Sandsteinquaderbau, Satteldach, 19. Jahrhundert                                                                    | D-5-72-131-44 Wikidata | Wohnhaus                |
| Großgeschaidt 19 (Standort) | Wohn- und Geschäftshaus | Zweigeschossiger giebelständiger Sandsteinquaderbau mit profilierten stichbogigen Fensterrahmungen, zweite Hälfte 19. Jahrhundert Scheune, Fachwerkbau mit Satteldach, 18./19. Jahrhundert                                                    | D-5-72-131-46 Wikidata | Wohn- und Geschäftshaus |
| Großgeschaidt 23 (Standort) | Kleinbauernhaus         | Erdgeschossiger Satteldachbau, im Kern Fachwerkbau von „1819“ (bezeichnet), Sandsteinausmauerung, 1890/91 Scheune, Fachwerkbau mit Satteldach, erste Hälfte 19. Jahrhundert                                                                   | D-5-72-131-56 Wikidata | Kleinbauernhaus         |
| Großgeschaidt 24 (Standort) | Bauernhaus              | Zweigeschossiger Sandsteinquaderbau mit Satteldach, Mitte 19. Jahrhundert Nördlich angebaut Stall, eingeschossiger Sandsteinquaderbau mit Satteldach, Mitte 19. Jahrhundert Scheune, Sandsteinquaderbau mit Satteldach, Mitte 19. Jahrhundert | D-5-72-131-45 Wikidata | Bauernhaus              |
| Großgeschaidt 38 (Standort) | Gasthaus Zur Linde      | Frackdachhaus mit verputztem Fachwerkobergeschoss, 1768 | D-5-72-131-48 Wikidata | Gasthaus Zur Linde      |
| Großgeschaidt 40 (Standort) | Wohnhaus                | Zweigeschossiger Sandsteinquaderbau mit Satteldach, Mitte 19. Jahrhundert | D-5-72-131-47 Wikidata | Wohnhaus                |

### Kleingeschaidt
| Lage                                            | Objekt                   | Beschreibung | Akten-Nr.                        | Bild                     |
| ----------------------------------------------- | ------------------------ | --- | -------------------------------- | ------------------------ |
| Kleingeschaidt 13, 15 (Standort)                | Backhaus                 | kleiner Sandsteinquaderbau mit Satteldach und Kaminaustritt, 2. Hälfte 19. Jh. | D-5-72-131-70                    | BW                       |
| Kleingeschaidt 23 (Standort)                    | Ehemaliges Bauernhaus    | Zweigeschossiger Sandsteinquaderbau mit Satteldach und verputztem Fachwerk, erstes Viertel 19. Jahrhundert, Aufstockung Mitte 20. Jahrhundert Scheune, Sandsteinquaderbau mit Satteldach, erstes Viertel 19. Jahrhundert, Erneuerung zweite Hälfte 19. Jahrhundert, Verlängerung nach Norden 20. Jahrhundert Kleintierstall, Sandsteinquaderbau mit Steilsatteldach, zweite Hälfte 19. Jahrhundert Backhaus, Sandsteinquaderbau mit Satteldach, erstes Viertel 19. Jahrhundert | D-5-72-131-49 Wikidata           | Ehemaliges Bauernhaus    |
| Kleingeschaidt 25 (Standort)                    | Ehemaliger Herrensitz    | Wohnhaus, zweigeschossiger traufständiger Sandsteinquaderbau mit Satteldach, 1614–18 | D-5-72-131-53 Wikidata           | weitere Bilder           |
| Kleingeschaidt 25 (Standort)                    | Scheune                  | Fachwerkbau auf Sandsteinquadersockel mit Satteldach, 17./18. Jahrhundert | D-5-72-131-53 zugehörig Wikidata | BW                       |
| Kleingeschaidt 25 (Standort)                    | Nebengebäude             | kleiner Sandsteinquaderbau mit Satteldach, 19. Jahrhundert | D-5-72-131-53 zugehörig Wikidata | BW                       |
| Kleingeschaidt 27 (Standort)                    | Wohnhaus                 | Zweigeschossiger giebelständiger Sandsteinquaderbau mit Satteldach und Zwerchhausanbau, 19. Jahrhundert | D-5-72-131-50 Wikidata           | weitere Bilder           |
| Kleingeschaidt 31 (Standort)                    | Wohnhaus                 | Zweigeschossiger traufständiger Sandsteinquaderbau mit Satteldach, Geschossgesims und stichbogigen Fensterrahmungen, um 1865 | D-5-72-131-51 Wikidata           | weitere Bilder           |
| Kleingeschaidt 32, In Kleingeschaidt (Standort) | Wohnhaus                 | Zweigeschossiger Sandsteinquaderbau mit Schopfwalm, bezeichnet „1840“ Scheune, Fachwerkbau auf Sandsteinquadersockel, mit Satteldach, erste Hälfte 19. Jahrhundert | D-5-72-131-54 Wikidata           | Wohnhaus                 |
| Kleingeschaidt 33, 33 a (Standort)              | Ehemaliges Bauernanwesen | Wohnhaus, eingeschossiger Sandsteinquaderbau mit verputztem Fachwerkgiebel, bezeichnet „1831“ Scheune, Sandsteinquaderbau mit Fachwerkgiebel, zweite Hälfte 19. Jahrhundert | D-5-72-131-52 Wikidata           | Ehemaliges Bauernanwesen |

## Abgegangene Baudenkmäler
In diesem Abschnitt sind Objekte aufgeführt, die früher einmal in der Denkmalliste eingetragen waren, jetzt aber nicht mehr existieren, z. B. weil sie abgebrochen wurden. Aktennummern in diesem Abschnitt sind ehemalige, jetzt nicht mehr gültige Aktennummern.

| Lage                               | Objekt             | Beschreibung          | Akten-Nr.              | Bild |
| ---------------------------------- | ------------------ | --------------------- | ---------------------- | ---- |
| Heroldsberg Zum Bären 3 (Standort) | Sandsteinquaderbau | Mitte 19. Jahrhundert | D-5-72-131-42 Wikidata | BW   |